# Umgeni Water

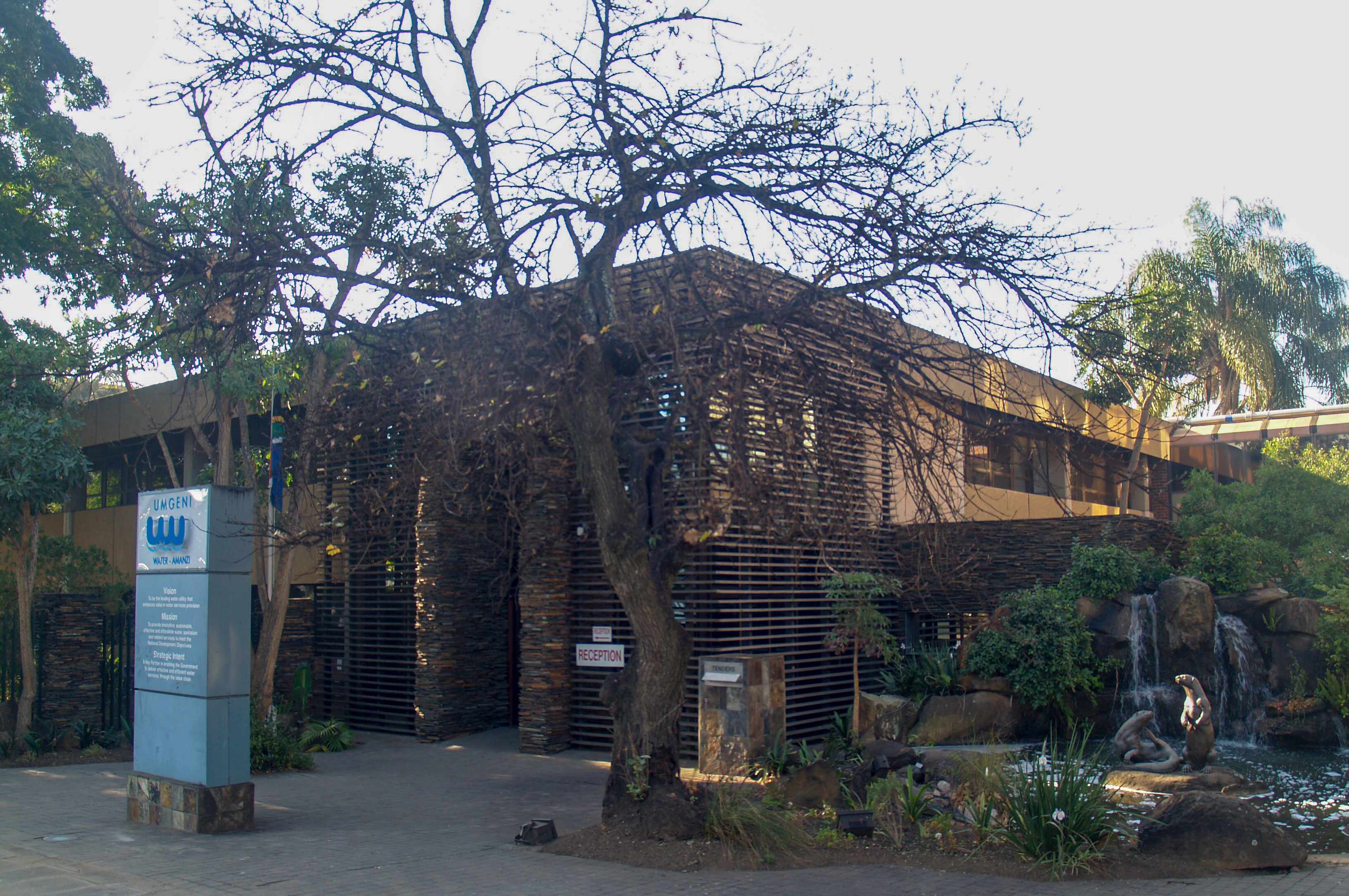
Dienststellengebäude in Amanzi

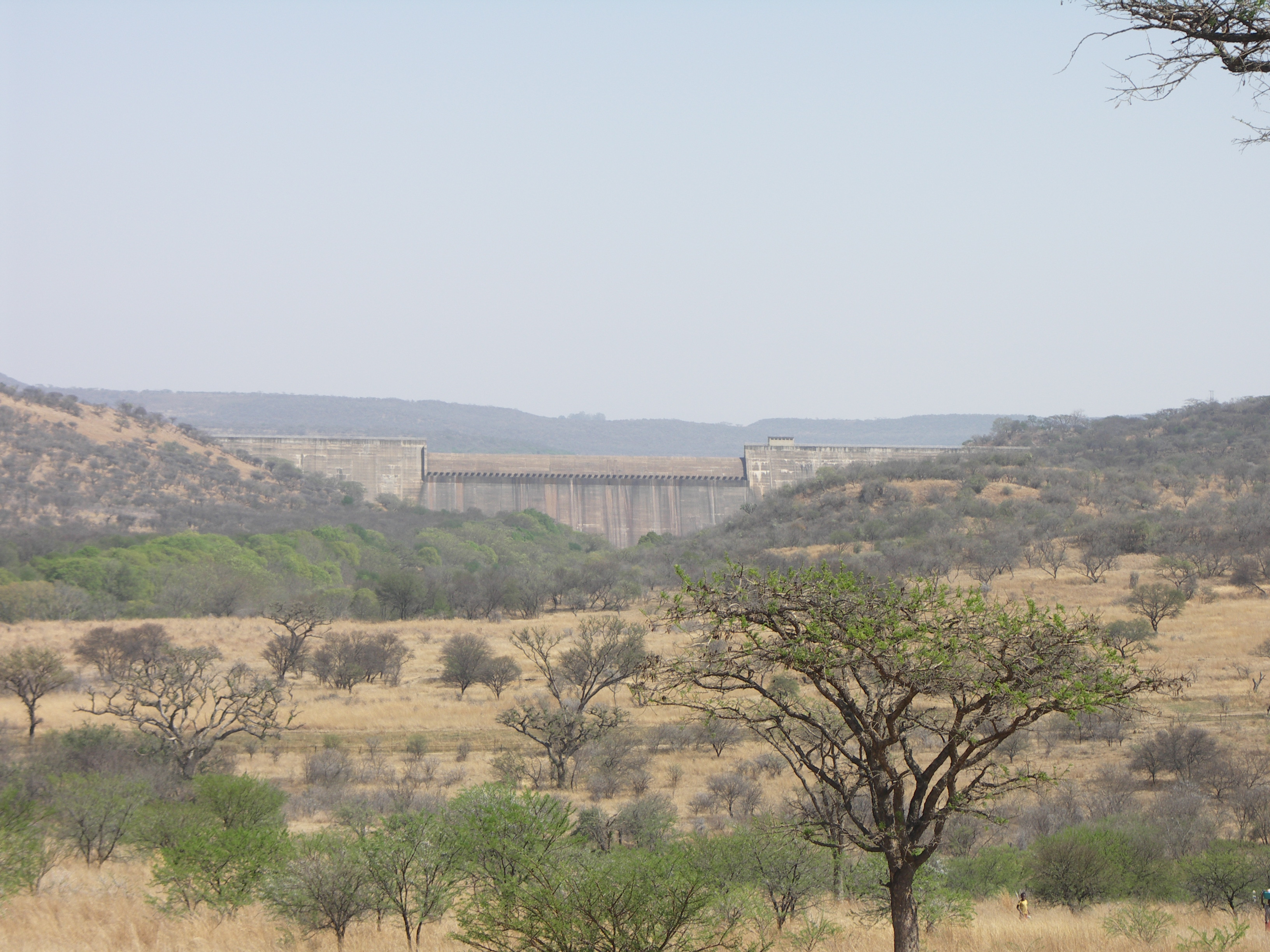
Der Spioenkop Dam

Umgeni Water (SOE) ist eine Holding für die öffentliche Wasserversorgung und Abwasserbehandlung auf einem Teilgebiet (21.155 Quadratkilometer) der südafrikanischen Provinz KwaZulu-Natal. Zur Erfüllung dieses Auftrags hält sie jeweils alle Anteile bei Umgeni Water Services SOC Ltd. und Msinsi Holdings SOC Ltd.

## Strukturen
Der Verwaltungssitz von Umgeni Water befindet sich in Pietermaritzburg. Es gibt zwei weitere regionale Hauptdienststellen in Ulwandle (Küstenregion) und in Izintaba (Binnenregion); zudem weitere kleinere Niederlassungen. Umgeni Water wurde 1974 gegründet und erhielt durch die Proclamation No. 114 of 1974 seine eigene Rechtsgrundlage. Die Mhlathuze Water wurde 2023 in die Umgeni Water integriert.
Im Norden grenzt das Versorgungsgebiet an den Thukela River, im Süden an den Mtamvuna River, im Westen an die Drakensberge und im Osten endet es am Indischen Ozean.
Zur Erfüllung des Unternehmenszweckes sind 746 Kilometer Pipelines und 13 Staudammanlagen in Nutzung. Darunter werden fünf für die oberste Wasserbehörde DWAF und drei für die Distriktgemeinde Ugu betrieben. Weiterhin werden 11 Wasseraufbereitungsanlagen unterhalten, von denen zwei für die Distriktgemeinde Ugu besorgt werden. Ferner bestehen 18 kleine Kläranlagen und in der Distriktgemeinde iLembe 19 Brunnenbohrungen zur regionalen Wasserversorgung.

## Entwicklungen
Umgeni erhielt 2010 das Blue-Drop-Zertifikat für sauberes Trinkwasser. Insgesamt erhielten in diesem Jahr 38 von 787 getesteten Stadtverwaltungen das Zertifikat. Die Umgeni Water wurde 2011 von der Europäischen Investitionsbank mit 35 Millionen € gefördert.
Umgeni wurde 2020 von WBHO und Icon Construction, einem Jointventure, wegen Unregelmäßigkeiten im Verlaufe einer Ausschreibung für ein Wasserleitungsprojekt im Raum Durban (zwischen Nagle (Durban Heights) und Wiggins (Inanda)) verklagt. Umgeni hatte im Verlauf des mehrstufigen Bieterwettbewerbs der Firma Klomac den höchsten Punktescore erteilt, obwohl sie mit 1 Milliarde Rand über dem Angebot vom Konkurrent WBHO-Icon und mit 514 Millionen Rand über den Planungskosten von Umgeni lag. Die Sache wurde vor Gericht verhandelt und es stellte sich heraus, dass die Ausschreibung hätte erneut begonnen werden müssen. Umgeni versäumte dies und vergab die Ausschreibung. Schließlich fällte das Gericht die Entscheidung, dass die Vergabe an Klomac aufzuheben sei.
2020 wurde der Umgeni Water Vorstand von der damaligen Wasser- und Sanitär-Ministerin Lindiwe Sisulu entlassen. Die Entscheidung wurde 2021 vom Obersten Gerichtshof in Südafrika zurückgenommen. 2023 wurde der Vorstand erneut vom Wasser- und Sanitär-Minister Senzo Mchunu aufgelöst. Grund dafür waren die unverhältnismäßigen Kosten bei der Suche nach einem CEO.

## Versorgungsstruktur
Kommunale Abnehmer der Wasserbereitstellung im Versorgungsgebiet von Umgeni Water sind:
- Metropolgemeinde eThekwini
- Distriktgemeinde iLembe
- Distriktgemeinde Ugu
- Distriktgemeinde Harry Gwala
- Distriktgemeinde uMgungundlovu
- Lokalgemeinde Msunduzi.

Gegenwärtig (2019) werden 440 Millionen Kubikmeter Trinkwasser erzeugt, was einer Tagesmenge von 1159 Megaliter entspricht. Damit werden etwa 6,1 Millionen Menschen bzw. 1,68 Millionen Haushalte versorgt.

## Stauanlagen
- Spring Grove Dam
- Mearns Dam
- Midmar Dam
- Albert Falls Dam
- Nagle Dam
- Inanda Dam
- iMvutshane Dam
- Hazelmere Dam
- Henley Dam
- Home Farm Dam
- Nungwane Dam
- E. J. Smith Dam
- Umzinto Dam
- Mhlabatshane Dam
- Ludeke Dam
- Woodstock Dam
- Spioenkop Dam
- Wagendrift Dam.[10]